# ウォークラフト
『ウォークラフト』（Warcraft）は、ディアブロなどを開発したBlizzard Entertainment社が発売したリアルタイムストラテジーコンピューターゲーム。インターネット（ディアブロと同じBattle.netのシステムが採用されている）あるいはLAN上の他のプレイヤーと対戦することができる。
現在リアルタイムストラテジーのウォークラフトはシリーズ3作目まで発売されている。また、ウォークラフトの世界観を踏襲した、MMORPGのワールドオブウォークラフトが発売されている。
姉妹作である『スタークラフト』と共にこのゲームは世界中で大ヒットし未だにトップクラスの売上を誇っている。ただし、日本での知名度はあまり高くない。
「Warcraft III」のリマスター版となる「Warcraft III: Reforged」が2019年に発売予定されている。その後、2020年1月28日になって正式に発売が決まった。

## 世界観
ファンタジーの世界観を土台に、人間、ドワーフ、エルフ、ナイトエルフ、オーク、アンデッドなどの種族が登場する剣や魔法の世界である。
高貴で勇敢なオーク・ホードと、不撓不屈の精神を持つヒューマン・アライアンスとの果てしなき闘争を軸にストーリーが描かれている。オークとヒューマンが手を結んで、共通の敵に立ち向かうというストーリーも用意されている。
WarcraftIII以降、オークが善、ヒューマンが悪と捉えられがちであるが、これはそれまでの作品でヒューマンを善、オークを悪として描いてきたことへの反動として、ことさらにヒューマンの短所を強調したためであり、本来は善悪による陣営の色分けのできる世界観ではない。

## モード内容
シングルプレイモードでは各種族ごとに8～9のクエストがあり、クリアすると、他の種族の中から一つできるようになる。カスタムゲームでは、CPUと戦ったり、バトルネットなどのマップをプレイすることもできる。
マルチプレイモードではLAN対戦での複数人プレイとインターネット接続での共通ロビー（Battle.net）を使った複数人プレイを楽しむことができる。
Battle.netでは1人で接続しても、自動マッチングを使用することで同等レベルのプレイヤーと自動的にマッチングを行ってくれるため、非常に手軽に対戦が楽しめる。もちろん、友人や仲間と対戦することもできる。また、友達や仲間とタッグを組んで自動マッチングを利用し、グループ対グループで全く知らない相手と対戦することもできる。

## Warcraft II 暗黒大戦 (Warcraft II: Tides of Darkness)

### 背景
アゼロスを滅ぼしたオーク・ホードは、余勢を駆ってローデロン大陸に攻め込んでくる。ヒューマンはドワーフ、ハイエルフ、ノームを仲間に加え、ヒューマン・アライアンスを組織してオークたちに対抗する。それに対してオーク・ホードもオーガー、ゴブリン、トロールを味方に付けて戦力を強化した。

### 概要
150万本を突破した世界NO.1ゲーム作品。プレイヤーはオーク、ヒューマンのいずれかを選んでキャンペーンシナリオをこなしたり、対戦をする。
オークとヒューマンの各ユニットや建物は完全に一対一対応しており基本的な性能は同じだが、魔法についてのみ違いがある。対戦ではオーガメイジのブラッドラスト（攻撃力3倍）とパラディンのヒーリング(HP回復)が決定的な差となり、オークが有利である。
資源は後の作品と少し違い、金・木材・石油の三種類である。

## Warcraft II 拡張セット
- Warcraft II 拡張セット ダーク・サーガ (Warcraft II: the Dark Saga)
- Warcraft II 拡張セット 新たなる扉 (Warcraft II: Beyond the Dark Portal)

### 背景
二次大戦はヒューマン・アライアンスの勝利に終わった。しかし、勝利の後に粛清と離脱が相次ぎアライアンスは弱体化していた。そして、脅威はまだなお彼らの頭上にとどまったままであった。

### 概要
舞台はオークの故郷ドラエノールになる。新システム、ヒーローユニットが初登場した。これはそれまでの通常のユニットに名前がついただけのユニークユニットと違い、通常よりも強く、特殊な能力をもつユニットである。
ゲーム機版としてWarcraftII本体と拡張セットを合わせて一本のソフトにまとめたWarcraftII: the Dark Sagaが発売された。パソコン版とは一部のインターミッション文章やムービーに違いがある。

## Warcraft III 「Reign of Chaos」

### 背景
二次大戦で勝利者となったヒューマンだが、不吉な疫病がその王国に影を落としていた。それを調査するため、若く正義感にあふれる王子アーサスは旅に出る。
一方のオークにも、若き英雄スロールが現れていた。デーモンの精神支配から逃れたが、その反動で活力を失ってしまっていたオークたちだった。しかし新たな英雄の登場で彼らは蘇った。オーク・ホルドは今度はだれかに操られての侵略ではなく、自分自身の手で運命を切り開くための戦いを始めた。
そしてオークに逃げられたデーモンの軍団バーニング・レギオンも、アゼロスを諦めたわけではなかった。

### 概要
スタークラフトまでのRTSとは違い、グラフィック描写が3DCGで行われるようになり、視点の移動の自由度が上がっている。この点を活かしてソロシナリオでは演出のレベルが大幅に高まっている。
オーク、ヒューマン、アンデッド、ナイトエルフの4種族の中から1種族を選んで対戦をする（ヒューマンはヒューマン、ハイエルフ、ドワーフの連合軍。オークはオーク、トロール、トーレンの混合軍）。
種族によってユニット・建物の能力は全て異なり、資源の回収方法にも違いがある。各種族で共通するのは建物で対応するユニットを生産するというユニットの生産方法のみである。
勝利条件はほとんどのRTSと同じく相手を殲滅すると勝利となる。（ただしストーリーモードでは個別に勝利条件がある）
他のRTSと大きく異なる点はヒーローという特殊ユニットが存在することで、ヒーローは戦闘を重ねるごとにレベルが上がり強くなったり、クリープ（中立ユニット）を倒したりショップで購入することで得られるアイテムを使うことができる。プレイヤーは同時に3つまでのヒーローを使うことができ、このヒーローを育てるうまさも戦略の1つである。
現在、Warcraft IIIの拡張パックのWarcraft III: Frozen Throneが最新バージョンであり、Warcraft IIIといえば、通常この拡張パックをあてたものをさす。プロのプレイヤーが存在する等、現在も多くのプレイヤーが対戦している。

### 章節
| - プロローグ・キャンペーン - ホルドの脱出 - 第一章 - 幻影を追って - 第二章 - オークホルドの旅立ち - 体験版キャンペーン - ホルドの脱出 - 第一章 - 荒海の航海 - 第二章 - 孤島の地下世界 - 第三章 - 脱出へのカウントダウン - ヒューマン・キャンペーン - ローデロンの災い - 第一章 - ストランブラッド防衛 - 第二章 - ブラックロック族騒乱 - 挿入場面 - ジャイナ登場 - 第三章 - 疫病の脅威 - 第四章 - 呪いのカルト教団 - 第五章 - スコージの侵略 - 挿入場面 - 王子と預言者 - 第六章 - ストラトホルムの悲劇 - 挿入場面 - 別れ道 - 第七章 - ノースレンド海岸にて - 第八章 - 対立 - 第九章 - 魔剣、フロストモーン - アンデッド・キャンペーン - 呪いの道 - 第一章 - 魂の灰をぬけて - 第二章 - 死者の目覚め - 挿入場面 - ドレッドロードたちの密談 - 第三章 - 永遠の国へ - 第四章 - 3つの月の鍵 - 第五章 - シルバームーンの陥落 - 挿入場面 - バーニング・レギオンの再来 - 第六章 - ブラックロック族、再び！ - 第七章 - ダララン攻略 - 第八章 - 燃え上がる空の下で |  | - オーク・キャンペーン - カリムドール侵攻 - 第一章 - カリムドール上陸 - 第二章 - 砂漠の行進 - 挿入場面 - 瓦礫のローデロン - 第三章 - ウォーソングの叫び - 第四章 - アシェンベールの幽霊 - 挿入場面 - マノロスの血 - 第五章 - 影の狩人 - 第六章 - ワイバーン作戦 - 第七章 - 伝説のオラクル - 第八章 - デーモンの呪い - ナイトエルフ・キャンペーン - 永遠の終わり - 第一章 - 門前の敵 - 第二章 - 月の姉妹 - 第三章 - ストームレイジの目覚め - 第四章 - ドルイドの復活 - 第五章 - 血の兄弟 - 第六章 - 炎と悲嘆の宿命 - 挿入場面 - 最後の守護者 - 第七章 - 諸神之黄昏 |

## Warcraft III 拡張セット 「The Frozen Throne」

### 背景
先の大戦で活躍しながらも、故郷を追われたイリダン・ストームレイジ。力を失ったはずのアンデッドの王リッチキングと、かつてのヒューマンの王子アーサス。ヒューマンの迫害に耐えかね、ついに反乱を起こしたハイエルフ。
…さまざまな種族のさまざまな思惑が交差し、再び世界は戦乱の渦に飲み込まれる。
そしてここにもひとつの争いがある。オークと手を取り合って生きて行こうとする娘と、異種族への憎悪から逃れるのことの出来ない父親との、悲しい相克が。

### 概要
RPGシナリオが登場。各種族に1種類のヒーローと2種類の通常ユニットが追加され、種族毎に品揃えの異なるショップを建てられるようになった。さらに各種族のものとは別に中立ヒーローが追加され、後のアップデートでは種類が増やされた。また、新しい種族（ソロシナリオ専用）やアイテムが追加された。

### 章節
| - センチネル・キャンペーン - 恐怖の潮 - 第一章 - ナーガの蜂起 - 第二章 - ブロークン・アイルズ - 第三章 - サーゲラスの墓所 - 第四章 - 裏切り者の怒り - 挿入場面 - やり残した仕事 - 第五章 - 秤の均衡 - 第六章 - 連合のかけら - 挿入場面 - マルフュリオンの予言 - 第七章 - ダラランの廃墟 - 第八章 - ストームレイジ兄弟 - 終章 - 別れ道 - 連合キャンペーン - ブラッドエルフの呪い - 第一章 - 誤解 - 第二章 - 暗黒の盟約 - 第三章 - ダラランの地下迷宮 - シークレット・レベル - 脱出 - 挿入場面 - アウトランドの埃 - 第四章 - イリダンの捜索 - 挿入場面 - イリダンの使命 - 第五章 - 深淵の門 - 第六章 - アウトランドの王 - 終章 - キルジェイデンの指令 |  | - スコージ・キャンペーン - 呪われし者の遺産 - 第一章 - アーサス王 - 挿入場面 - 王国の分裂 - 第二章 - ローデロンからの脱出 - 挿入場面 - シルバナスの別れ - 第三章 - 闇の貴婦人 - 第四章 - ノースレンドへの帰還 - 第五章 - ドレッドロードの没落 - 第六章 - ローデロンの新たなる力 - 第七章、第一部 - シャドウウェブ洞窟へ - 第七章、第二部 - フォーゴトンたち - 第七章、第三部 - 上なる王国への道 - 挿入場面 - 臨界点 - 第八章 - 氷と炎の協奏曲 |

## Warcraft IIIの種族一覧

### ヒューマン(Human)
人間とドワーフとエルフの連合軍。過去作品におけるアライアンス(Alliance)。
個々の性能が低いため頭数を揃える必要がある。また建設物によるフード(Food)供給量が低いため内政に作業量を取られてしまう事になる。
優秀なユニットが登場するTier2以降から本領を発揮するが、労働ユニットであるペサント(Peasant)を上手く利用する事によってTier1でも限定的有利に戦える。
2ndは非常に取り易く、破格の性能を誇ったタワー(Tower)があるため守り易い。読まれると厳しいが、マップによっては開幕即2ndも可能。
ヒーローは個人で戦局を一変するほどではないものの役割に特化しており、その運用方法は明快である。
また、マウンテンキング(Mountain King)、パラディン(Paladin)、アーク・メイジ(Arch Mage)の三者が揃うと、アライアンスの不滅の結束を体現するかのような軍勢と化す。
簡素で汎用的かつ主役的な印象とは裏腹に、性能を限界まで引き出すためには高いプレイヤースキルを要する上級者向け種族。
第二次大戦後、荒廃したストームウインドの復興やオーク収容施設の維持費などの諸問題から同盟に亀裂をきたしたヒューマン・アライアンスだったが、魔術都市ダラランのアントニダス師、英雄ダエリン・プラウドモア提督、ドワーフ王マグニ・ブロンズビアードの絶賛もあって何とか最悪の瓦解を切り抜ける事はできた。しかしハイエルフ離脱を発端とした多くの軍閥の離脱や、戦後の復興間もない中での課税など不安要素は多く、高齢のテレナス王の悩みは深まる一方だった。そんな中で民衆は新たな英雄の登場を渇望したが、王子アーサスと才女ジャイナのラブロマンスは破綻し、英雄ウーサーすらも翻弄する新生オーク・ホルドの登場、さらに末端社会に新興宗教「呪いのカルト」が蔓延するなど立て続けに暗雲が立ち込めるのだった。
- パラディン(Paladin)

支援型の接近戦闘ヒーローで、大槌と聖典を携えた老練の武勇者。
聖なる光(Holy Light)による回復と、聖なる盾(Divine Shield)による生存能力を併せ持ち、粘り強く味方を支援するヒーロー。
- アークメイジ(Arch Mage)

支援型の射撃ヒーローで、馬に乗った老魔法使い（設定では「ユニコーンに乗っている」とあるが、3Dモデルの「馬」には角がない）。
運用方法に応じて範囲攻撃スキルのブリザード(Blizzard)か、優秀なウォーターエレメント召喚(Water Element)を習得してレベルを上げつつ、最大の特長である輝きのオーラ(Brilliance Aura)を習得し、中盤以降に登場するキャスター達の力を向上させるヒーロー。
- マウンテンキング(Mountain King)

攻撃型の接近戦闘ヒーローで、戦槌と戦斧を両手に持ったドワーフの勇者。
雷撃(Storm Bolt)による拘束及び止めを得意とするヒーローで、1st及び2ndヒーローの有力候補。
- ペサント(Peasant)

労働ユニット(Worker)で、ドワーフの労働者。金鉱(Gold)と樹木(Lumber)の採掘が可能。
徴兵(Call to Arm)によってミリティア(Militia)に転身でき、制限時間制ながらも耐久力以外はフットマンと並ぶ性能を持つ事ができる。
序盤からのハラス、ラッシュ、レベルの高いクリープへの挑戦、本陣に迫ってきた敵の迎撃など序盤から終盤まで幅広く運用される。
また建築に複数人数を投入する事で、資源を余計に多く消費する事にはなるが、高速で建造物を建築できる(Power Build)のも特長である。
- フットマン(Footman)

序盤から生産できる、ブロードソードとカイトシールドを採用した人間の重装歩兵。
平凡な性能にして攻撃力は低め。しかし生存能力が高く、生産性にも長けるため、集団運用して粘り強く戦果を引き出す。
- ナイト(Knight)

後半に登場するユニットで、馬上槍と剣を両手に持った人間の騎士。シリーズを通じてのアライアンスの武威の象徴でもある。
攻撃速度と移動速度、そして何よりも全ユニット中で最高の防御力に恵まれた破格の性能を持つユニット。
スキルは何も持たないが、投入された時点で形勢をひっくり返すほどの戦力を有している。
半端な弱体化スペルを浴びても苦にしない半面、対空攻撃を持たないので航空ユニットが最大のアンチとなる。
- ライフルマン(Rifleman)

序盤から生産できるユニットで、ロングライフルを採用したドワーフの銃兵。
攻撃力と生存能力に優れるユニットなのだが、ヒューマンには強力なキャスター陣営がいるため、経過資源との兼ね合いから出番は希薄。
スキルは持たないが、高火力の射撃ユニットであるため、遠巻きから接近戦闘ヒーローを仕留めるのに向いている。
- モルタル砲チーム(Mortar Team)

中盤から登場する攻城ユニットで、迫撃砲を携帯する二人のドワーフによる砲撃兵。砲撃ユニットでは唯一の生命体ユニットである。
火力と射程を兼ね備え、プリーストのヒーリングによって延命できるため、既存の軍勢と合流させやすいのが最大の特徴。
スティームタンクほどの決定力はないが、高火力射撃の範囲攻撃ができるユニットなので、耐久力の低いユニットにとっては天敵となる。
- ジャイロコプター(Gyrocopter)

中盤から登場する航空ユニットで、ハイになっているドワーフが操縦するヘリコプター。
低耐久力が災いして対空火力が活かし切れないため、対空迎撃の際には大量投入が必要となる。
後の拡張版The Frozen Throneで偵察性能が強化される通り、偵察機的な運用が望ましいが、資源との兼ね合いから出番は稀。
- グリフォンライダー(Gryphon Rider)

後半に登場する航空ユニットで、グリフォンに戦槌を持ったドワーフ兵士が乗っている。
航空ユニットの中でも総合性能に長けており、対地対空共に良好。アップグレードで耐久性能も向上する優秀なユニット。
対空対応していない敵勢力を一方的に粉砕する決定力を持つが、航空ユニットは総じて対応されると脆い。
- プリースト(Priest)

中盤から登場するキャスターで、エルフの男性の僧侶。
ヒューマンの陸戦戦力の粘り強さを引き出す回復スキルの持ち主で、運用されない展開が存在しないほどに見かけられる。
敵の悪影響スペルを消去したり、攻撃力・防御力を高めたりと多忙だが、スキルの自動展開(Auto Cast)が多くできるので然程の負担にはならない。
- ソーサレス(Sorceress)

中盤から登場するキャスターで、エルフの女性の魔法使い。
とても出番の多いユニットで、スキルによって「敵の足を遅くする」「味方を透明にする」「敵の無力化させる」と優秀なハラス性能を持つ。
アークメイジの輝きのオーラの元、自動展開でスロー(Slow)を打つだけでも十分な嫌がらせとなるが、自動展開を切ってエネルギー管理をした上、適切なタイミングで変身(Polymorph)を浴びせれば、戦局を決定付けるほどの戦果を出す。
- スティームタンク(Steam Tank)

後半に登場する機械ユニットで、機械・建造物相手のみ攻撃できる攻城兵器。見た目は戦車に近い。
後の拡張版The Frozen Throneで対空攻撃力を与えられるが、現バージョンでは敵陣を蹂躙するための決定戦力として投入される。
敵陣に数機のスティームタンクを突っ込ませ、その背後から敵主戦力を挟み込むようにすれば、敵の対応次第では「詰み」になるほどの決定力を持つ。
ユニットでありながら建造物(Fortified)扱いのため、早期迎撃するためには攻城ユニットが必要になるほどの堅牢さを誇る。
- ウォーターエレメンタル(Water Elemental)

アークメイジが召喚するユニットで、優秀な範囲攻撃と耐久力を持つ召喚ユニット。60秒で消滅する。
序盤からウォーターエレメンタルにダメージを吸収させ、味方にダメージを残さない運用方法で用いられる。

### アンデッド(Undead)
バーニング・レギオン(Burning Region)がアゼロス(Azeroth)侵攻の奴隷兵とするため用意した闇のカルト、スコージ(Scourge)の軍勢。
ユニットの性能は総じて低いが、独自の延命方法を持っているユニットが多く、それらを利用して損害を減らしつつ運用する必要がある。
アップグレードによってフード供給施設が攻撃力を持てる上、Tier2以降は本拠地も攻撃力を持つため、陣の防衛力は全種族最強を誇る。
「不浄の領域(Blight)の上でしか建造物が建てられない」制約のため、2ndが非常に取り難く、そして守り難い。
ヒーローの性能は総じて高く、特にデスナイト(Death Knight)とリッチ(Lich)の生死と戦果が勝敗を分けるほど依存している。
撃たれ弱い通常ユニット達をヒーローのスキルによって守りながら、ヒーローのダイレクトダメージスキル同時射撃で敵ヒーローを仕留めていく。
- デスナイト(Death Knight)

支援型の接近戦闘ヒーローで、骨と化した戦馬に跨り、呪いのルーンの剣を携えた堕落したヒューマンの騎士達。
その見た目に反し、耐久性に欠くアンデッドの屋台骨を支えるヒーローで、その役割はヒューマンのパラディンに近い。
しかしアンデッドには回復・生者達にはダメージを与えるデスコイル(Death Coil)、周囲の移動速度を高める不浄のオーラ(Unhory　Aura)等、攻撃的なスキルを有するため、秀逸で手堅い1stヒーローとして選ばれ、その活躍が勝敗を決定付けるほど。
- リッチ(Lich)

支援型の射撃ヒーローで、宙に浮く骨身と化した魔法使い。
発売当初には、公式ページに於いてすら「一番人気のないヒーロー」と書かれてしまうほど不遇の時代を味わったが、研究と改善が進んだ現在、フロストノヴァ(Frost Nova)によるダメージ、フロストアーマー(Frost Armor)による援護が評価される2ndヒーロー。
耐久力が全ヒーロー中で最低値のため、単体運用性能は絶望的なほど。
- ドレッドロード(Dread Lord)

攻撃型の接近戦闘ヒーローで、バーニング・レギオンの中間管理職を務める禍々しい悪魔達。
睡眠(Sleep)による無効化が強力ではあるが、吸血のオーラ(Vampiric Aura)の恩恵に肖れるユニットが地上の主戦力ではない上、腐肉の群れ(Carrion Swarm)の性能が微妙過ぎるため、時間が進む毎に登場が稀になっていったアンデッド不遇のヒーロー。
究極スキルのインフェルノ召喚(Inferno)は戦局を一変し得る強力なスキルだが、そこまで育つまでに勝敗が決している場合が多い。
- アコライト(Acolyte)

労働ユニットで、邪悪なカルトの狂信者。金鉱(Gold)の採掘が可能だが、他の労働ユニットと異なり、樹木(Lumber)の採取ができない。
他の労働ユニットのように「建物を建てるため付きっきり」にならず、建造物の召喚命令を下せば、すぐ次の行動に移れるのが最大の特徴。
この特性のため、施設建設に労働ユニットが拘束される事がなく、少人数でも事足りるのでフードを圧迫しない。
リッチキング・ネルズール(Ner'zul)のため命を捧げる事を最大の喜びとし、生贄の穴(Sacrifice Pid)でシェードと化す事ができる。
- シェード(Shade)

中盤から生産できる特殊ユニットで、アコライトが生贄となった末に産まれた祝福なき邪霊。勿論アコライトには戻れない。
常に透明化(Permanent Cloak)しているため、敵がこれらを見破る術を使わない限り、一方的に視野を獲得する事が出来る上、透明化ユニットでありながらトゥルーサイト(True Sight)を有しており、敵の透明化ユニットを見破る事が出来る。
- グール(Ghoul)

序盤から生産できるユニットで、骨と皮と化した小柄な屍鬼。樹木(Lumber)の採取ができる半労働ユニットである。
攻撃性能と樹木採取性能は高いが、耐久力が極めて低く、接近格闘ユニットの用途である壁としての利用は非常に苦しい。
しかし小柄で移動速度が早く、アップグレードによってさらに増すため、敵陣に突入してのハラスに向いており、それで試合が決する事も。
反対にその小柄な体格が災いしてボックスには向かず、仮にボックスが成功しても一角を潰されて簡単に脱出されてしまう。
最序盤をグールでどうにか凌ぎ、主戦力の役割をクリプト・フィエンドに引き渡すケースがよく見られる。
死体を食人(Cannibalize)する事によって、耐久力を急速回復させる事が可能。
- アボミネーション(Abomination)

後半に登場するユニットで、アンデッド軍の本質と醜悪さを体現する、死体を繋ぎ合せて作られた人造巨人。
接近した敵生体ユニットに感染し、微量ながらも長期的に生命力を奪っていく病雲(Disease Cloud)を持っている上、耐久力を犠牲に攻撃力を高めるネクロマンサーの不浄の狂気(Unholy Frenzy)と相性が良い。
拡張版The Frozen Throneでは食人も獲得し、さらに不道徳さ・禍々しさを増している。
- ミートワゴン(Meat Wagon)

中盤から登場する攻城ユニットで、刺々しい外見を持つ投石車。その名の通りに死体を保管できる。
拡張版The Frozen Throneでは自動死体製造(Exhume Corpses)が追加され、ネクロマンサーと突撃する死体兵ラッシュの一角。
アンデッドにとって敵兵の死骸は「金と木に継ぐ第三の資源」と数えられるものの、操作の手間を裂くほど重要ではないため、現バージョンでは他の種族と同様、あくまでも攻城用のユニットとして採用される。
- クリプト・フィエンド(Crypt Fiend)

序盤から登場する射撃ユニットで、アンデッドに屈した地下種族アズジョルネルーブ(Azjol-Nerub)の者達。その姿は蜘蛛に類似する。
序盤から終盤までアンデッドの陸戦の主力を務めるユニットで、なかなかの耐久力と高い攻撃力、その巨体が特徴。
射撃ユニットでありながら対空攻撃ができないが、蜘蛛の巣(Web)で引きずり降ろす事が可能なので、対空性能も決して侮れない。
また拡張版The Frozen Throneから潜伏(Burrow)を獲得しており、接近された際の打たれ強さを多少克服している。
デスナイトの不浄のオーラの影響下、敵から距離を離しつつ射撃…を繰り返す「引き撃ち」で最高のポテンシャルを発揮する。
- ガーゴイル(Gargoyle)

序盤から登場する航空ユニットで、その由来の通り羽を持った悪魔の石像。
ストーンフォーム(Stone Form)によって、効果中は動けなくなるものの堅牢さと回復能力を得る事が出来る。
- バンシー(Banshee)

中盤から登場するキャスターで、アンデッドに蹂躙されたクェル・サラス(Quel'Thalas)のエルフの亡霊。
敵の命中率を落とすなど、補佐的な役割を請け負うが、敵の通常ユニットの大半を永遠に奪い去る憑依(Possession)が何より最大の特徴。
- ネクロマンサー(Necromancer)

中盤から登場するキャスターで、邪悪なカルトを盲信する山羊の頭蓋骨を被った魔術士達。
死霊(Raise Dead)によって死体からスケルトン・ウォーリアーを召喚できる、アンデッドを象徴するようなユニット。
敵を弱体化させるスキルと、味方を強化するスペルを持つが、研究が進むにつれて出番が少なくなってきた不遇のユニット。
- フロストワーム(Frost Wyrm)

後半に登場する航空ユニットで、ノースレンド(Northrend)の龍の墓場から甦らせられた巨大な骨龍。
バンシーの憑依が唯一通用しないユニットで、圧倒的破壊力と最大の消費フードを誇る。
建造物の機能を停止させるフリージングブレス(Freezing Breath)を持ち、対地対空共に機能するが、集中砲火を受け易く、天敵も多い。
その性能頼みに頭数を揃えて敵を蹂躙しようとするのではなく、数体を本隊に追従させる事で最高のポテンシャルを発揮できる。
- スケルトン・ウォーリアー(Skeleton Warrior)

ネクロマンサーが召喚するユニットで、1つの死体から2体産まれる骸骨剣士。40秒で消滅する。
- インフェルナル(Infernal)

ドレッドロードが究極スキルによって召喚するユニットで、やや緑がかった黄色の炎を纏った岩の巨人。180秒で消滅する。
召喚ユニットとしては破格の性能を持ち、ほとんどの敵対性呪文を無効化(Spell Immunity)する。
しかし召喚ユニットであるためディスペル(Dispel)には覿面に弱く、キャスター集団によって一瞬で蒸発する可能性もある。
登場する事自体が希少なドレッドロードがレベル6まで成長する展開を求められるため、見かける事はほとんどない。

### オーク(Orc)
二次大戦で完敗を喫したものの、若き英雄スロール(Thrall)の元に再結集したオーク・ホルド(Orc Horde)の軍勢。
ユニットの攻撃力と耐久性は最高で、地上戦においては圧倒的優位を誇るが、Tier2後半以降は押され気味になり、制空権を取るのも困難になる。
回復の泉(Fountain of Health)の回復効果の恩恵を最大限受けられるため、これらが存在する狭いマップはOrc Mapになりやすい。
建造物の種類が少なく平均的な性能を持つため、内政の猥雑からは幾分解放される。
2ndもそこまで取りにくくはない。ただし防衛力は低いので攻め切られると脆い。
ヒーローは単体で戦局が一変するほどの特化型で、ブレードマスター(Blade Master)のハラスでペースを掴み、そのままレベル差で押し込む展開が多く見られる。
- ブレードマスター(Blade Master)

攻撃型の接近戦闘ヒーローで、身の丈以上ある長剣を携え、軍旗を背負ったバーニングブレード(Burning Blade)族の勇者。
攻撃力に恵まれ、機動力と透明化を得られるウインドウォーク(Wind Walk)を持つため、つかず離れずの距離からハラスを繰り返すのを得意とする。
ウォークラフト3における強ヒーローが議論される際、真っ先に筆頭に挙げられるほどの性能を有している。
- ファーシアー(Farseer)

支援型の射撃ヒーローで、ダイアウルフの背に跨ったオークの自然元素呪文の使い手達。新生オークホルドの指導者達でもある。
スピリット召喚(Feral Spirit)による偵察及び本陣ハラス、若しくはチェーンライトニング(Chain Lighning)で火力を獲得して運用する。
彼等の名前にもなっている遠視の術ファーサイト(Far Sight)はあまり用いられないが、限定的ながら強力なスキルではある。
柔軟な運用に応える弱くないヒーローではあるが、ブレードマスターの性能が圧倒的過ぎるため出番は稀。
2ndヒーローには信頼と実績のトーレン・チーフテンがいるため、1stで選ばれなければ先ず投入される事はない。
- トーレン・チーフテン(Tauren Chieftain)

攻撃型の接近戦闘ヒーローで、巨大なトーテムを背負い、身の丈ほどのハルバートを振り回すトーレンの族長。
優秀な範囲攻撃であるショックウェーブ(Shock Wave)、エンデュランスオーラ(Endurance Aura)による味方の攻撃速度増強、ウォースタンプ(War Stomp)による範囲気絶と、非常に優秀なスキルが揃ってはいるものの、レベルが低くても十分に効果があるため、
レベルが低くては手も足も出ないブレードマスターに先陣を譲り、2ndヒーローとして手堅く投入される安定感のあるヒーロー。
完全復活できる究極スキルも地味ではあるが、大柄にして狙われ易いヒーローなので、習得出来れば実に有難い。
- ピオン(Peon)

労働ユニットで、戦士になれなかった社会的地位の低い軟弱なオーク達。金鉱(Gold)と樹木(Lumber)の採掘が可能。
建造物を建築する際、建造物の中に入ってしまう事で、外部から攻撃を受けないのが最大の特徴。
これを利用して敵陣に見張り塔(Watch Tower)を建てるラッシュもあるため、開幕直後の偵察ピオンは決して見逃せない。
またフード供給施設である野営テント(Orc Burrow)に籠る事が出来、その際に攻撃能力を持つ事が出来るため、然程堅牢ではないオークの本陣はピオンが健在である限り、多少ながらも無視できない堅牢さを一時的に得る事が出来る。
なお「ウォークラフト3のマスコット」的扱いのようで、Battlenetでユーザーが得られる初期アイコンはピオンのみ。
- グラント(Grunt)

序盤から生産できるユニットで、戦斧を携えた筋骨隆々のオーク。
全種族の初期ユニットの中では最高峰の性能を誇るが、生産性が低くフードも圧迫するため、一体一体をより大切に扱う運用が求められる。
運用方法がシンプル過ぎるため、戦局をひっくり返すような活躍は望めないが、序盤から終盤まで安定して主力を担う事が出来る。
攻撃力が高いので略奪(Pillage)による資源回収も馬鹿にならず、華々しさには欠くものの堅実に貢献してくれる。
- レイダー(Raider)

後半から登場するユニットで、大剣を携え、ダイアウルフの背に跨ったオークの騎士。
接近攻撃の生体ユニットにして唯一の攻城属性持ちで、建造物相手には滅法強いもののキャスター相手は苦手。
防御属性も射撃を苦手とするため、堅牢な本陣への突撃・破壊よりは、持ち前の移動速度を活かした2ndへの強襲や遊撃に向いている。
敵を一定時間拘束する投網(Ensnare)を持っており、航空ユニットを地上に引きずり下ろして鱠切りにできるため、直接的な対空アプローチに欠けるオークの貴重な対空アンチユニットとしても活躍できるなど、幅広い運用範囲が最大の特長。
- トロル・ヘッドハンター(Troll Headhunter)

序盤から生産できるユニットで、槍を携えたモヒカンのトロル戦士達。
トロルの設定にある「高い自然治癒力」は、トロル再生(Troll Regeneration)習得で通常の6倍もの自然回復能力を得るが、一秒間に1.5、三秒間でようやく3という有様なので有用とは言えず、その他の性能も低めなので登場は極めて稀。
拡張版The Frozen Throneに至ってはトロル・バーサーカー(Troll Beaserker)への踏み台という有り様となり、ますます運用する機会がなくなった。
- カタパルト(Catapult)

中盤から登場する攻城ユニットで、木材製の投石車。シングルプレイヤーのムービーでは地鳴りを響かせた堂々たる姿が描かれている。
攻城ユニットの中でも優れた性能を持ち、基本的に行軍の遅いオークの中だけあって鈍足さも然程目立たない。
- トーレン(Tauren)

後半から登場するユニットで、トーテムポールを抱えたカリムドール(Kalimdor)の亜人種。牛頭の巨人族。
グラントを凌駕する耐久力の持ち主で、単体の陸戦ユニット最強の座をほしいままにしている。
粉砕(Pulverize)を習得し、シャーマンの援護を得たブラッドラスト・トーレンの破壊力は本作最高の攻撃力を持つが、同時にアンチもはっきりしており、これらを用意されるとまるで手も足も出ない。
- コドー・ビースト(KodoBeast)

中盤から登場するユニットで、カバのような大型獣の上にオークが乗り、軍太鼓を打ち鳴らしている姿が見える。
近隣の敵ユニット一体を食べてしまう消化(Devour)と、範囲中の味方の攻撃力を上昇させるウォードラム(War Drum Aura)を持っている。
接近攻撃ユニットかと思いきや、意外にも短距離ながらも射撃攻撃を行う。
- ワイバーン(Wyburn)

中盤から登場する航空ユニットで、飛龍ワイバーンの上に槍を持ったオークが跨っている。
耐久力は低いものの、極めて高い攻撃性能を持っており、毒槍(Envenomed Spear)の習得で火力がさらに向上する。
如何にもオークらしい尖がった性能を持っており、大量投入して火力に任せて押し切る事もあれば、一瞬で蒸発して事実上の投了となる事もある。
- トロル・ウィッチドクター(Troll WitchDoctor)

中盤から登場するキャスターで、杖をついたトロルの呪術士達。
特殊な効果を持つ見張り(Ward)を建て、範囲内に影響を与える変わり種のユニットで、少々毛色が異なるがキャスター扱い。
一定範囲の視野を得るセントリーワード(Sentry Ward)と、範囲内の味方を回復するヒーリングワード(Healing Ward)の効果が高く、範囲内の敵全員を行動不能にする足止めの罠(Stasis Trap Ward)も便利で、決して弱いユニットではないのだが、オークは生産性のよろしくない陸戦戦力を常時補給しなければならず、何よりワードはアイテムで代用が利くため登場は稀。
- シャーマン(Shaman)

中盤から登場するキャスターで、白狼の毛皮を被ったオークの呪術士達。
発売当初は戦線投入確実の強ユニットだったが、適切な弱体化を受けた現在、登場は稀。
それでも適切に投入し、きちんと使用すれば相応の戦果を残すため、決して弱ユニットではない。
解除されるまでは強力なブラッドラスト(Bloodlust)、前衛にかけて労働者達を追いまわすライトニングシールド(Lightning Shield)、アークメイジのウォーターエレメントを即無力化できる浄化(Purge)など、発売当初から役割が完成されていた。
- ウルフ(Wolf)

ファーシーアーが召喚するユニットで、一度に2体産まれる幻影の狼。60秒で消滅する。
2体産まれる反面、非常に耐久性が低く、さらに1体のレベルが高いため、敵に与えてしまう経験点が割高なのが最大の欠点。
対象スキルのレベル2でクリティカルストライク、レベル3で常時透明化を獲得するが、追加戦力として期待するのは難しい。

### ナイトエルフ(Night Elf)
カリムドール(Kalimdor)の世界樹の麓で暮らしていた不死のエルフ、センチネル(Sentinel)の軍勢。
攻撃力はあるものの耐久性の低いユニットの性能を、豊富な操作量によって引き出す全種族中で最もテクニカルな種族。
前半から後半まで耐久性の低さは改善されないため、他種族のような「有利な時間帯」がなく、油断すれば簡単に半壊してしまう。
しかし索敵能力やユニットの耐久力以外の性能は高いため、攻勢になるとそのまま終始圧倒してゲームが決着するほど。
一部の建造物が根上げ(Uploot)によって移動できるのが最大の特徴。しかし建造物としては非常に脆く、防衛力も皆無に等しいため本土籠城には向かない。
2nd以降が非常に取り易いので、複数ヶ所の2ndを同時に取り、襲撃された方を適度に守って放棄し、3rdによる資源差で押し潰すような奇策もある。
ヒーローは、優秀過ぎるデーモンハンター(Demon Hunter)以外のヒーローの登場はほとんど見られないほどの格差がある。
所謂「職人向け」の種族。安定した勝利は見込めないが、その性能が限界まで引き出されると他種族は容易に完封されてしまう。
- キーパー・オブ・ザ・グロウブ(Keeper of the Grove)

支援型の射撃ヒーローで、下半身が鹿の姿をしているムーングレイド(Moonglade)の守護者で、半神セナリウス(Demigod Cenarius)の息子達。
根からめ(Entangling Roots)によるヒーロー殺害、いばらのオーラ(Thorns Aura)による接近ダメージの大量反射…と猛威を振ったが、パッチによる大幅な弱体化によって登場機会そのものを消滅させられた。
ヒーローとしての総合性能も低く、根からめもディスペルで簡単に消滅、自然の力(Force of Nature)も召喚系最低…と目も覆わんばかりで、唯一の見所は究極スキルである静穏(Tranquility)による莫大な回復力。
- プリエステス・オブ・ザ・ムーン(Priestess of the Moon)

支援型の射撃ヒーローで、灼熱の矢(Searing Arrow)に敵を射る。白虎フロストサーベルタイガーに跨ったナイトエルフ達の月の女神・エルーン(Elune)を祭る巫女。
対処方法がまだ確立されていなかった頃、究極スキルの流星群(Starfall)が猛威を振ったが、このスキルもまた弱体化され、しかしそれ以上にキーパー・オブ・ザ・グロウブが弱体化されたため、2ndヒーローとして多少ながら出番がある。
特に対ヒューマンにタワーラッシュを仕掛けられた際、デーモンハンターでは対処が困難になるため、止むなく彼女の登板となる事も。その際には命中のオーラ(Trueshot Aura)が味方の火力を大きく底上げする。
- デーモンハンター(Demon Hunter)

攻撃型の接近戦闘ヒーローで、両手にパンダの紋章が入った三日月形の刃を持った、魔術に傾倒している堕落した戦士達。
敵のマナを消滅させるマナ燃焼(Mana Burn)、一定確率で攻撃を無効化する回避(Evasion)等、対ヒーローに特化しており、ハラス性能ではブレードマスター、戦闘能力ではマウンテンキングと双璧を成せる強ヒーローで、1stヒーローの最有力候補。
さらに究極スキルの変異(Metamorphosis)では悪魔に変身し、防御力を無視した(Chaos Damage)射撃を行うなど開発スタッフから溺愛されている。
- ウィスプ(Wisp)

労働ユニットで、ナイトエルフと友好的な自然の精霊。金鉱(Gold)と樹木(Lumber)の採掘が可能。
他の種族は木を伐採すると一定量で木が折れて永久に失われてしまうが、ウィスプは一本の樹木から延々と資源を獲得できる。
金鉱にタウンホールの根を絡める(Entangle Gold Mine)事で金を採掘できるが、その際ウィスプは金鉱に籠りっぱなしになり、一切の攻撃を受けない。
直接的な攻撃力は持たないが、起爆(Datonate)によって範囲内のユニットからマナを奪い、召喚ユニットに大ダメージを与える事が可能。
起爆時と一部の建築物を召喚する際ウィスプは失われてしまうため、改めて補充する必要がある。
- アーチャー(Archer)

序盤から生産できるユニットで、ナイトエルフの女性弓兵。
同時期に登場するユニットでは唯一の射撃タイプで、攻撃力こそ高いものの非常に撃たれ弱い。
そのため撃っては逃げ…を繰り返す「引き撃ち」が基本となるが、足が特別早い訳ではないためスキルの融影(Hide)等で補う事となる。
後半はヒッポグリフに乗る事で多少耐久力を改善できるが、それまで彼女達が生き延びている機会はほとんどない。
ドライアドやドルイド・オブ・ザ・クロウが登場できる中盤から後半戦まで、どうにか彼女達で踏ん張る事となる。
- ハントレス(Huntress)

序盤から生産できるユニットで、黒豹ナイトサーベルパンサーに跨ったナイトエルフの女性兵。
アーチャーでは不足する壁役を務める屈強なユニットで、壁役担当ながら射撃攻撃を行う変わり種のユニットである。
ただし強さのピークは最序盤で、中盤からはアンチユニットが目白押しになってくるため、大量投入は難しい。
拡張版The Frozen Throneでは防御性能がさらに下降修正され、不遇ユニットへの仲間入りを果たした。
- ドライアド(Dryad)

中盤から生産できるユニットで、下半身が馬の姿をしている槍を持った女性兵士。
中盤以降のナイトエルフの主力を担うユニットで、先天的に呪文無効化(Spell Immunity)を持っている。
また遅毒(Slow Poison)によって足を遅くする上、継続ダメージを与え、さらには生産費用もそこそこと破格の性能を誇る。
ただしナイトエルフの常として撃たれ弱く、攻城ユニットの砲撃で一瞬にして大軍が消滅する事もある。
呪文排除(Abolish Magic)によって不利益な呪文を解除したり、召喚ユニットに大打撃を与えるなど、汎用性に長けるユニットである。
- バリスタ(Ballista)

前半から登場する攻城ユニットで、巨大な矢を射出する弩（いしゆみ）車。
耐久力に欠けるため機動性が重視されるナイトエルフ軍において、非常に鈍足さが目立つ。
序盤から登場できるため、タワーラッシュを何とか返す際の戦力といった所。しかし壁さえあれば補助火力として無視できない威力を示す。
- ヒッポグリフ(Hippogryph)

中盤から登場する航空ユニットで、カラスの頭と翼を持った馬のような姿をしている獣。セナリウスに従う知性の高い生き物。
対地攻撃力を持たない対空特化ユニットで、その攻撃力たるや凄まじく、敵航空戦力を一瞬にして蒸発させるほど。
性能的に双璧を成すガーゴイルと比較しても消費資源面で勝っており、同数で落とし勝てば資源差をつけられる。
ただし対地能力を持たないため、登場する局面は極めて限定される。
- ヒッポグリフライダー(Hippogryphrider)

アーチャーがヒッポグリフに乗った状態。
Reign of Chaosでは乗り降りできないが、拡張版The Frozen Throneでは何度でも乗り降りできるようになった。
ただし攻撃方法が対地対空共にアーチャーの弓攻撃になり、ヒッポグリフの強力な対空攻撃はなくなってしまうため、制空権を掌握して用途のなくなったヒッポグリフに地上攻撃力を持たせるため、余っていたアーチャーを載せる程度の用途で、このユニットを目的としてアーチャーとヒッポグリフを作るような事はまずない。
- キメラ(Chimaera)

後半から登場する航空ユニットで、カリムドールの森を守る双頭の龍。
腐敗の息吹(Corrosive Breath)によって地上の建造物に大打撃を与える対地用ユニットで、対空攻撃能力は持たない。
やや足の速い攻城ユニットといった感があり、主力が対空能力を持っているナイトエルフにとって死角はほとんど目立たない。
登場までに独立したツリーを要するため使用は稀だが、キャスターやナイトエルフが苦手とする建物を易々と吹き飛ばしてくれる。
- ドルイド・オブ・ザ・タロン(Druid of the Talon)

中盤から登場するキャスターで、杖を携えたナイトエルフの男性術士。
カラスの力を持つドルイドという設定だが、ゲームの中の彼等の代名詞はサイクロン(Cyclone)である。
拘束時間こそ大幅に低下させられたものの、一定時間1ユニットを完全に無力化できるこのスキルで戦局は一変される。
特にデスナイトやブレードマスター、コドービーストなど強力なユニットを延々吹き飛ばすと戦力損失が計り知れないため、相手の視野を奪える夢幻の炎(Faerie Fire)も強力なスペルではあるが、サイクロンのためマナを温存すべき強力なユニットである。
- ドルイド・オブ・ザ・クロウ(Druid of the Claw)

後半から登場するキャスターで、ナイトエルフには珍しい筋骨隆々の大男の術士。
高回復力を誇る若返り(Rejuvenation)に、範囲内にいる味方に攻撃力を付加する咆哮(Roar)と、優れたスキルをふたつ持ち、さらにベアフォーム(Bear Form)によってクマに変身すれば、壁役ユニットとして活躍できる。
正面から素直に殴り合えばほぼ負けてしまうものの、ヒューマンのナイトに勝るとも劣らない優れた性能を誇る。
- トレント(Treant)

キーパー・オブ・ザ・グロウブが召喚するユニットで、一度に2～4体産まれる樹木人。60秒で消滅する。
樹木を触媒にして（樹木は薙ぎ払われて消えてしまう）現れる召喚ユニットで、性能は最低水準。
以前は有限の壁として使い、いばらのオーラによる定値ダメージ反射によって敵接近ユニットに無視できない損害を与えたが、いばらのオーラの下降修正に伴ってキーパー・オブ・ザ・グロウブが使用されなくなり、同時に彼等の姿も見られなくなった。

### ニュートラル・ヒーローズ(Neutral Heroes)
中立のヒーローたち。
- ダーク・レンジャー(Dark Ranger)

支援型の射撃ヒーローで、黒い矢(Black Arrow)に敵を射る。
- ナーガ・シーウィッチ(Naga Sea Witch)

支援型の射撃ヒーローで、霜の矢(Frost Arrow)に敵を射る。
- パンダレン・ブリューマスター(Pandaren Brewmaster)
- ビースト・マスター(Beast Master)
- ピット・ロード(Pit Lord)
- ゴブリン・ティンカー(Goblin Tinker)
- ファイヤー・ロード(Fire Lord)
- ゴブリン・アルケミスト(Goblin Alchemist)

### 新たなヒーローズ
- ブラッド・メイジ(Blood Mage)

ヒューマン一族の新たな支援型の射撃ヒーローで、魔法使い。
- シャドウ・ハンター(Shadow Hunter)

オーク一族の新たな支援型の射撃ヒーロー。
- クリプト・ロード(Crypt Lord)

アンデッド一族の新たな攻撃型の接近戦闘ヒーロー。
- ウォーデン(Warden)

ナイトエルフ一族の新たな攻撃型の接近戦闘ヒーローで、片手に円月輪を持った、遊撃を得意とするヒーローである。

## 登場キャラクター

### アライアンス(Human Alliance)
一次大戦の後、来るべきホードとの戦いに備えるために、ヒューマンを中心に結成された連合軍。当初の構成員はヒューマンの七王国、ハイエルフ、アイアンフォージのドワーフ、ノーム。
二次大戦後にアルテラック王国が粛清され、ギルネアス王国とハイエルフが離脱し、ワイルドハンマーのドワーフが加わった。
三次大戦後には一旦は復帰したハイエルフと完全に決別し、ナイトエルフが加わり、ギルネアスがWorgenとして再加入した。
ヒューマンは西のカリムドー大陸にはほとんど生息していないが、東の大陸では大勢力を維持している。その源流はノースレンドのヴリクルの変異種であることがWotLKのクエストラインにおいて仄めかされている。ヴリクル以外には近縁種の見当たらない謎の多い種族である。
アンドゥイン・ローサー (Anduin Lothar, the lion of Azeroth)
一次大戦・二次大戦を指導した英雄。ヒューマンでありながら、ドワーフやハイエルフを見下さず公正に接する高潔な人物。小説ではドワーフ族を差別するヒューマン族を一喝する場面もある。レイン王やメディーヴの親友。アイアンフォージのドワーフの王マグニ・ブロンズビアードやクル・ティラスの大提督デリン・プラウドムーアといった諸国の指導者からの信頼も厚い。
オークが最初にアゼロスに現れたころからその危険性に気づいていた。メディーヴがサージェラスの精神に乗っ取られつつあり、アゼロスを裏切っていることを知ると、メディーヴの弟子カドガーとともにカラザンの塔へ赴き、これを殺害した。ローサーは親友を手にかけたことを悔やんでいたが、結果としてメディーヴはデーモンの精神から解放され、数十年後に本来のティリスファルの守護者として復活することになった。
ストームウィンド王国が滅亡すると、難民を率いてローデロンに逃れ、諸国を糾合してアライアンスを成立させた。二次大戦ではアライアンスの中心人物として戦ったが、ブラックロックスパイアの戦いでオーグリムの罠に陥って殺された（インターミッションの文章では生死不明と表記されている）。
WarcraftIIIのストーリーブックやWorld of Warcraftのサービス開始時のストーリーブックでは、オーグリム・ドゥームハマーとの一騎討ちに敗れて戦死したと表記されている。
デリン・プラウドムーア (Daelin Proudmoore)
WarcraftIIIではダエリン・プラウドモアと訳されている。クル・ティラスの大提督。ジェイナ・プラウドムーアの父親。二次大戦ではハイエルフの駆逐艦よりも巨大な戦艦を率い、ヒューマン・アライアンスの海軍の主力を担った。三次大戦終了後にオークの絶滅を主張し、カリムドーに入植中のホードを襲撃した。しかし、オークとの共存を図る娘ジェイナと対立してしまう。最後は、ジェイナの率いてきたゴブリン戦艦によって海軍力を制圧され、スロールの率いたホードによって地上部隊も制圧された。戦力を失ったデリンに対し、ジェイナは投降を呼びかけるが耳を傾けることなく、オークに対する不信と呪いの言葉を吐きながら戦死した。
アーサス・メネシル/アーサス王子（Arthas Menethil）
ヒューマン族のパラディン。24歳。王国ローデロンの王位正統後継者。王国最強の若手戦士と評判だったが、愛国心が強く血気盛んな上、恋人ジャイナとの失恋、その心の隙に「彼の心身屈強だが報われない不幸に目をつけた」リッチキンク・ネルズールの邪智姦計に嵌り、義憤と激情に駆られるがままパラディンとしての道を踏み外していく。そして自ら（パラディンの魂の象徴である聖槌を自ら投げ捨て）魔剣フロストモーンを手にした時、彼の人としての不幸な生は終わった。
ウーサー・ライトブリンガー（Uther Lightbringer）
ヒューマン族のパラディン。第二次大戦(WarCraft2)の数少ない生き残りで、シルバーハンド騎士団団長。テレナス王をも凌ぐ人望を持つが、64歳もの高齢を押して最前線に立ち続ける武勇者。アーサスを孫のように可愛がりながらも厳しく育てている。経験と経歴から保守的で頑固な所があり、（非人道的ながらも）素早く状況に対応できたアーサスを見限り、対アンデッド・スコージでは完全に後手に回る（「ストラトホルムの悲劇」は、既にアンデッドと化しつつある住民達の「人間としての名誉」を守ろうとしたアーサスが、時間をかければ何とかできると高を括ったウーサーから呆れられ、ジャイナからは「再び」見放される…という王子の三重苦を描いている）。以降アーサス王子がデスナイトに堕ちるのを間接的に手引きし、そう間もなく彼の剣の前に散る事となる。アーサス王子が「人間としての名誉」を守るため手を下したストラトホルム住人は「祝福なき者達」フォーセイクンにならずに済んでいる。
アントニダス（Antonidas）
ヒューマン族のアークメイジ。71歳という高齢から身体の自由が利かなくなってきた事もあって、弟子の一人ジャイナを頼っている。アーキモンド召喚のためダラランに詰め寄ったデスナイト・アーサスに「王はご健在かな（テレナス王は王子が自ら殺している）」と開口一番に煽るなど余裕を演じるが、その力量を甘く見過ぎて戦死。
ジェイナ・プラウドムーア（Jaina Proudmoore）
WarcraftIIIでは「ジャイナ・プラウドモア」と音写されていた。ヒューマン族のアークメイジ（大魔導師）であり、水や氷属性の魔法の使い手。他の空間へ移動する能力を持つ。第二次大戦の英雄デリン・プラウドムーア提督の娘。若年時代にキリン・トーに留学し、ハイエルフのケイルサス王子とヒューマンのアーサス王子から恋慕される（小説ではケイルサス王子は告白しておらず、密かに慕っていたという描写がされているが、周囲には気づかれていたようである）。アーサスと交際を始めるも、それぞれの義務感と進路が原因でほどなく破局した。後にストラスホルムの感染者の処遇を巡ってアーサスとは対立。ジェイナはヒューマンの追随者を引き連れてカリムドーへ移住する。カリムドーではホードを率いるスロールと共闘し、グローマッシュを血の呪いから救い、顕現したアーキモンドを返り討ちにするなどしている。三次大戦後に父のデリン・プラウドムーア提督がオーク絶滅を掲げてカリムドーに侵攻すると、これを迎え撃って戦死させる。その後はホードとも緊張感を持ちつつ共存していたが、スロールがウォーチーフの座を退きガロッシュが後任になると状況が一変する。ガロッシュはジェイナとの共存を捨てて侵攻を開始し、セラモアはマナ爆弾で破壊されてしまう。この時、ロニンをはじめ多くの親友・部下を失う。ホードとの共闘路線を反転させたジェイナはキリントーの評議会に入り、ホードおよび親ホード派のサンリーバー党をキリントーから放逐する。その後もホードとの戦いで次々と親友を失い、ジェイナの心はますます頑なになっていく。その後、キリントーの評議会がホードの再加入を認めると、ジェイナは恨みを抱いてキリントーを去っていった。

### ドワーフ（Dwarves）
小柄で筋肉質の体躯を持つ種族。三槌戦争の後は、ブロンズビアード（アイアンフォージ）、ワイルドハマー、ダークアイアンの三氏族に分かれている。このうちブロンズビアードとワイルドハマーがアライアンスに加盟している。World of Warcraftにおいてプレイヤーが選択できるのはブロンズビアードのみである。女性はひげを剃る習慣があるため、多くのドワーフ女性は無髯である。
その源流はタイタンの作成したアーセンという鉱物生物のバージョン2である。アーセンが旧神の肉の呪いを受け、バージョン1はトログとなり、バージョン2がドワーフとなったことがWotLKにて明かされた。
同盟相手のヒューマン族に武器や鉱物を提供しているが、ヒューマンのドワーフに対する扱いは決して丁重とは言えない。爆弾を抱えた自爆兵として戦場に駆り出されたり、ヒューマン族の有力者からは劣った種族として扱われる様がゲームや小説で描写されている。
ドワーフの会話はWarcraft II日本語版においては関西方言に訳されていた。
ムラディン・ブロンズビアード（Muradin Bronzebeard）
ドワーフ族のマウンテンキング。221歳。アイアンフォージ国王のマグニ・ブロンズビアードの弟で、幼少のアーサス王子に戦闘術を指導したため「叔父さん」と慕われている。第三次開戦前のアライアンス崩壊の危機に際しても、ドワーフをアライアンスに繋ぎ止める手腕を示した。アイアンフォージ探検家ギルドの創設者として長年旅に出ており、不幸にもノースレンドで落日のアーサス王子と再会してしまう。
モリア・ソーリサン（Moria Thaurissan）
マグニ・ブロンズビアードの娘。ダークアイアン氏族の族長ダグナン・ソーリサンの妻。父のマグニは、ダグナンによって娘が誘拐されたと思い込んでいたため、追っ手を差し向けてダグナンを殺してしまった。しかしモイラはソーリサンを偉大で栄誉あるドワーフだったと評しており、父親への恨みを抱きながらソーリサンとのあいだにもうけた子を連れてアイアンフォージに帰還した。

### 旧オーク・ホード（Old Orcish Horde）
ネルズールが亡き妻ラルカンの導きに従ってオークたちをまとめ上げて作り上げた組織。のちにネルズールが非協力的になると、その弟子グルダンが後を継いで完成させた。ホードの構成員の多くがピットロード・マノラスの呪いで狂暴化すると、ドラエネイを滅ぼし、さらに異世界アゼロスへ侵略をおこなった。
ガローナ（Garona Halforcen）
半オーク、半ドラエネイの暗殺者。ドラエネイのパラディン・マラードから見れば姪にあたる。1次大戦の直前、最初のオークの先遣隊としてアゼロスを訪れる。メディーヴ、カドガー、アンドゥイン・ローサー、レイン王らと親交を結ぶが、メディーヴの精神に沈んでいたサーゲラスの精神支配を受け、レイン王を手にかけてしまう。メディヴとの間にメッダンをもうける。WarcraftIのストーリーブックでは半オーク、半ヒューマンと表記されていたが、その後設定が変わり、The Burning Crusade以降は半オーク、半ドラエネイとされた。
ネルズール（Ner'zhul）
オークのシャーマン。シャドウムーン氏族の族長。精霊の使い手としては、デュロタンを驚嘆させるほどの腕前の持ち主だが、才能とは裏腹に決断力や一貫性に欠ける弱い側面を見せることが多い。
亡き妻の助言に従い、ドラエネイの脅威からオークを守るために氏族を糾合してホードを結成した。しかしそのあり様に疑問を抱き、オシュグンにて祖霊と交信をおこなって、ホードの結成がキルジェデンの策略であると気づき非協力的になる。その後、弟子のグルダンがホードの実権を握ると、命惜しさからホードの本質を公表するなどの抵抗もせずに隠棲する。
やがてグルダンがすべてのオークの氏族を結集させ、ピットロードのマノラスを召喚して血の呪いを種族全体にかけようとすると、匿名の手紙をデュロタンに送って、血を飲まないよう諭した。
二次大戦がホードの敗北に終わると、再びホードの指導者となり、新たなポータルを開こうとする。表向きには新たな侵略先を探すためとしていたが、実際はデーモンの手の届かない惑星へ移住し、時間をかけてオークを血の呪いから癒すためであった。その際、アゼロスへの再侵略を求める氏族を討伐するなど、ヒューマン・アライアンスを刺激しないような配慮を見せたが、結局、アライアンスから討伐軍を送り込まれる羽目に陥る。さらに複数のポータルを開いたため、ドラエナーの構造が不安定となり、惑星の崩壊を招いてしまう。ネルズールは救おうとしたオークの民がアライアンスの軍勢に阻まれてポータルにたどり着けないと見るや、崇高な目的も忘れ去り自分だけでも助かろうと、側近を連れてポータルに飛び込んでしまう。その際、一部の側近は同行を拒否して留まり、ネルズールの集めたアーティファクトをアライアンスのカドガーらに引き渡した。
しかもキルジェデンはネルズールの目論見を見抜いており、ポータルの行先をトゥイスティッドネザーにつなげていたため、ネルズールはデーモンの手に落ちてしまう。そして彼の体は引き裂かれ、精神は支配の兜に収められ、アンデッドの王リッチキングとしてデーモンの手先として第二の人生を送ることになる。
ブラックハンド（Blackhand the Destroyer）
オークの最初のウォーチーフ。ブラックロック氏族の族長。グルダンの傀儡としてオーク・ホードを率いる。グルダンが昏睡状態に陥った隙にオーグリム・ドゥームハマーによって倒される。ブラックハンドの死後、息子のレンドとメイムは二代目のホードのウォーチーフを称したが、ブラックロック氏族以外は二人に従わなかった。
デュロタン（Durotan）
故人。フォレストウルフ族（資料によってはフロストウルフ族）の族長で、ネルズールやグルダンによってオークが堕落させられる様に危機感を覚え、血の盟約を受けなかった数少ない人物。第三次大戦の約20年前に暗殺されている。

### 新生オーク・ホード（New Horde）
第二次大戦の大敗によって四散していたオーク達を、若きリーダー・スロールが纏め上げたオーク族の軍勢。「デーモンからの支配から脱却すること」を最大の理念とし、その過程でトロルやトーレンからの信頼を勝ち取っている。しかしその理念に真っ向から反対する獰猛な者達（ブラックロック族など）や、血の盟約による暴力衝動に突き動かされる事に慣れているオーク達も多く、若き指導者の苦労は絶えない。
Orcish HordeはWarcraftIIや映画版、小説版では「ホード」と訳されるが、WarcraftIIIのみ「ホルド」と訳されている。
スロール/デュロタンの息子（Thrall/Son of Durotan）
新生オーク・ホルドの指導者でファーシアー。24歳。第一次大戦時のオークの英雄デュロタンの子で、ヒューマンの将校エイデラス・ブラックモアに掴まり、その名が示す通り剣奴として育てられる。一方「スロールにオークを支配させ、自身の手勢にしてヒューマンを支配するため」彼から指導者としての教育も施され、その英才教育は監獄を脱出して以降、実を結ぶ事になる。デーモンに汚染されて邪悪に堕ちたオーク・ホルドを救済しようとする孤高の英雄。
グローマッシュ・ヘルスクリーム（Grommash Hellscream）
通称グローム。ウォーソング氏族の族長で傑出したブレードマスター。46歳。二次大戦後は、オークを救うために新しいポータルを開こうとするネルズールに協力してグルダンの頭蓋骨をはじめとするアーティファクト集めに協力した。ネルズールがドラエナーを崩壊させてしまうと、ダークポータルを通ってアゼロスへと脱出したが、氏族の半数をドラエナーに取り残しての脱出であった。
三次大戦では、元々血気盛んな性格な上、血の盟約による凶暴化に苦悩しており、一族を救おうとする若きスロールに希望を抱き、年齢を越えた親交を重ねる。血の盟約によってオークの絶対の支配者となっているピットロード・マノロスの「命令」に逆らい、オークに自由を勝ち取らせた英雄。ガロッシュの父親。

### トーレン（Tauren）
直立歩行する牛に似たヒューマノイド。もともとはカリムドー大陸のデュロターからバレンズにかけて暮らしていたが、セントールとの戦いを避けてムルゴアへと移住した。その際にスロールの率いるオーク・ホードの支援を受けており、その恩義に報いるためにホードに加盟した。
トーレンが放棄した異種族との係争の多い大地は、入植地を探していたオークにとってうってつけの土地であり、現在はオーク・ホードの中心地となっている。
WotLK以降はノースレンドに住む近縁種であるトーンカ（Taunka）もホードに加入している。
ケアン・ブラッドフーフ（Cairne Bloodhoof）
トーレンのブラットフーフ族の族長（トーレン・チーフテン）。99歳。預言者の導きによってカリムドールに漂着したスロール達に助けられた縁で「故郷を失くした辛さはよくわかる」「血で払われた貸しは血で払わねばならん」とオーク・ホルドに協力する老勇者。

### アンデッド・スコージ
バーニング・レギオンがアゼロス大陸制圧のための手勢とするため、幾度となく裏切ってきたネルズールを恫喝して設立させた邪悪な新興宗教。第二次大戦の荒廃と復興から生まれた難民や社会地位の低い者を積極的に取り込んで勢いを増したが、狂信者のほとんどに救済は訪れなかった所か、より不幸な境遇に陥っている（アーサス王子だけは続編World of Warcraftで何とか救われている）。バーニング・レギオンとリッチキング・ネルズールの関係もあって一枚岩の軍勢ではない。
アーサス・メネシル/アーサス王子（Arthas Menethil）
アンデッド・スコージのデスナイト。魔剣フロストモーンによって魂を吸い取られ、デーモンの手に堕ちたアーサス王子。氷の王座（IceCrown）に封印されているリッチキング・ネルズールが「幽閉から逃げ出すための依り代にするため」完全にデーモンの傀儡にはなっておらず、若干の意識を残している。デスナイトとして恩師ウーサーや父テレナス王、アントニダス老師を直接手にかけてはいるが、慚愧や後悔の念はあり、全てが報われなかった自分の不幸から自暴自棄に突き進んでいる様が描かれる。
ケルスザッド（Kel'thuzad）
元はヒューマンのアークメイジ。現在はアンデッド・スコージのネクロマンサー（後にリッチと化す）。ダラランの敏腕魔術師だったが暗黒魔法に傾倒して堕落し、リッチキング・ネルズールの誘惑に惹かれるまま従属。その命によってローデロンに帰っては愚者を扇動して手勢にする「呪いのカルト=アンデッド・スコージ」の設立を手掛けては見事に成功させる。彼もまたデーモンではなくリッチキング・ネルズール直接の指揮下にあるため、後にネルズールと同化したアーサス王子にも忠実に従っている。
リッチキング・ネルズール（Ner'zhul）
元はオークのウォーロック。力を求めるあまりキルジェイデンの甘言に惑わされ、オーク全族をデーモンに売り渡すという大罪を成す。彼自身はその所業を後悔して日和見的な態度でデーモンに歯向かうも、彼の弟子のグルダンがオークを破滅に突き落としてしまう。紆余曲折を得てデーモンに捕らえられ、ずたぼろに肉体を切り裂かれる中で命乞いをし、邪悪で無慈悲な魔力の塊である「氷の王座」に魂を幽閉される。デーモンに命じられた「アゼロス大陸の制圧」と並行して、幽閉から解放されるため暗躍を始め、ケルスザットやアーサスに魔の手を伸ばした。
グルダン（Gul'dan）
WarCraft3では既に故人。ネルズールの弟子で、実際にオークを邪悪に突き落とした起爆剤。闇組織シャドウ・カウンシルの総帥にして、第二次大戦でオークを裏切って大敗させた原因でもある。力に溺れるあまり、より強力な力を得んとして海底霊廊トゥーム・オブ・サルゲラスの開放を試みて成功させるが、中に封印されていたデーモンに惨殺され、その生涯を終える。
アヌバラク（Anub'Arak）
アズジョルネルブ（クリプト・フィエンドの元の種族）の王。バーニング・レギオンとの戦いに負け、指揮下に入っている。

### エレダール/ナスレジム/デーモン
歪曲地獄ツイステッド・ネザーの住人達で、この世の邪悪そのもの。呪文や魔力を引き出す際、このツイステッド・ネザーと密接に関わる次元に接触するため、呪文の乱用は彼等との接触に繋がってしまう。女王アズシャラによる狂気的破滅を経験したナイトエルフと、デーモンの支配から逃れたい新生オーク・ホルドは、この次元との接点を絶っているが、ヒューマン、ハイエルフ/ブラッドエルフ、イリダン一派とフォーセイクンは（本人達の自覚は兎も角）魔力を使っている限り、この地獄の軍勢との接点を保ち続けている事になる（新生オーク・ホルドは、血の盟約を受けずに追放されたフォレストウルフ族がオーク旧来の自然魔法を維持しており、そこにスロールが合流したため四半世紀も要さず呪文のソースを切り替える事に成功している）。
サーゲラス（Sargeras）
元は世界の創造主だったタイタン族最強の戦士。しかし歪曲地獄ツイステッド・ネザーからの侵攻に毒されて最悪の悪魔と化す。タイタン族が創造した宇宙文明の尽くを踏み潰して回る地獄の軍勢の総帥。この軍勢が「バーニング・レギオン」ではない（「バーニング・レギオン」は地獄の軍勢の極一部に過ぎない）。WarCraft3には直接には登場しない。
キルジェイデン・ザ・デシーバー（Kil'Jaeden）
サーゲラスを蝕んだ歪曲地獄ツイステッド・ネザーの一族エレダールの将軍で、サーゲラスの片腕。「欺瞞王」。同列者にアーキモンド。悪意に満ちた邪悪をサーゲラスの下僕とする任務を請け負っており、ドレッドロード達を支配下に置いている。WarCraft3には直接には登場しない。
アーキモンド・ザ・デファイラー（Archimonde）
サーゲラスを蝕んだ歪曲地獄ツイステッド・ネザーの一族エレダールの将軍で、サーゲラスの片腕。「汚辱王」。同列者にキルジェイデン。全てを蹂躙する軍団の設立を請け負っており、ピットロードを支配下に置く。彼が率いる軍団が「バーニング・レギオン」である。霊峰ハイジャルにそびえ立つ世界樹ノルドラシルのエネルギーを手に入れ、勝利を確約するため直々に降臨する。
ティコンドリウス（Tichondrius）
ドレッドロードの一人で、キルジェイデン直属の筆頭。必ず裏切ると見越されているネルズールの監視役として置かれるが、後にネルズールの詭計によってけしかけられたイリダンに襲われて戦死。
マルガニス（Mal'Ganis）
ドレッドロードの一人。ローデロン侵攻軍を直接指揮してアーサスを窮地に追いやる一方、デスナイトと化したアーサス王子をバーニング・レギオンに招待する役割を担っていたが、アーサスが「完全にデーモンに支配されなかった」ため「復讐の時来たれり」とデスナイトとなったアーサスに一刀両断される。その死はもちろん計画外のものだった。
マノロス（Mannoroth）
ナスレジム族のピットロードの長。血の盟約(Bloodlust)によってオーク達を支配下に置いている。オーク達は彼の血を飲む事によって半神セナリウスを殺害してしまうが、支配力を乗り越えたグロム・ヘルクスリームによって止めを刺される。
メフィストロス（Mephistroth）
ドレッドロードの一人。WarCraft3通常版のイベントのみの登場。
デセロック（Detheroc）
ドレッドロードの一人。拡張版に登場。支配力の落ちたデスナイト・アーサスの暗殺を謀る。
バリマスラス（Varimathras）
ドレッドロードの一人。拡張版に登場。シルバナス・ウィンドランナーの軍勢を取り込もうとするが逆にしてやられ、命の代わりに忠節を従う。
バルナザール（Balnazzar）
ドレッドロードの一人。拡張版に登場。有能な指揮官だが、バリマスラスが情報を筒抜けにしたため敗北。シルバナスはバリマスラスの忠誠を問うため同族殺害の禁を破らせ、彼を殺害させる。
しかし、その精神は死すら欺き、この世とあの世のはざまに数年とどまり続け、偶然近づいたスカーレット・クルセイドの長サイデン・ダスロハンと同化したことが『Ashbringer』で描かれた。Cataclysm以前のバージョンのWorld of Warcraftでは、サイデン・ダスロハンを討伐すると正体を現したバルナザールと戦うことができた。
アネセロン（Anetheron）
ドレッドロードの一人。WarCraft3通常版の最終章の敵ヒーローとして登場。
アズガロア（Azgalor）
ピットロードの一人。WarCraft3通常版の最終章の敵ヒーローとして登場。

### ナイトエルフ
三次大戦の後はヒューマン・アライアンスに合流している。元々は原初の種族で、半神セナリウスと交流を深めて繁栄するも、女王アズシャラが魔力を悪戯に扱い溺れて堕落したため、大戦争を経て彼女を討伐する事で現在の原型を得る。魔力に溺れたイリダンが作ってしまった魔力の泉を悪用されないよう封印すると同時に、先人の失敗から魔力の使用の一切を禁じ、自然と一体化する事によって無限の寿命を誇る。
しかしその過程で世界の守護者ドラゴン達と交わした契約を守るため、多くのドルイド達が夢の次元「エメラルドドリーム」の探索に向かうため百年単位の睡眠に就かなくてはならなくなり、その危険な任務にドルイドの男達が就く事になったため、瞑想睡眠中の男達の肉体を女達が守る…という変わった生態になっている。
ナイトエルフの構成員たちは男女そろって極めて長身（どちらも2m10cm以上）かつ戦士として鍛え抜かれた身体を特徴とする。前述のとおり女性の方が主に戦士の役割を担っているなど、どちらかといえば「家母長制」と言える社会的特徴が見られる。
その源流については、ストーリーブックやクエストで始原の人型種族であるトロールが永遠の泉の影響を受けて変異したものと仄めかされてきた。公式マガジン4号5号のCataclysm直前特集において、Dark Troll Tribe（ダーク・スピア・トライブとは別の氏族）がナイトエルフの源流であることが公表された。三次大戦においてダーク・トロールは一度はナイトエルフと交戦したものの、お互いに同胞であることを認め合い、ハイジャル山の戦いにおいては援軍を送ってナイトエルフ・センチネルの一翼を担ったという設定が付加された。また、通常のトロールよりも大きな腕を持つダーク・トロール・トライブの設定画も公開されたが、結局Cataclysmには実装されていない。
セナリウス（Cenarius）
原初の時代からカリムドールに生きている半神。ナイトエルフ族の保護者でもあり、彼等の進化に大きく寄与している。屈強にして歴戦のオーク達ですら彼には傷一つ与える事はできず、赤子の手を捻るかのように蹴散らしてしまうほど強力な存在だが、温和にして平和的な性格を持っている。
フュリオン・ストームレイジ（Furion Stormrage）
ナイトエルフの元学者にして指導者。15032歳。呪文に傲って堕落したナイトエルフの女王アズシャラと、彼女が心酔するデーモンに最初に歯向かった英雄。その戦闘中にティランダと恋仲になる。ナイトエルフに魔法を捨てさせた聡明で柔軟な指導者で、同時にドルイド達の長でもあるが、不出来な弟イリダンの後始末に奔走させられる筋金入りの苦労人。拡張版から「マルフュリオン（Malfurion）」に名前が変えられている。
ティランダ・ウィスパーウィンド（Tyrande Whisperwind）
ナイトエルフの巫女長（プリエステス・オブ・ザ・ムーン）。13836歳。月の女神エルーンを祭る巫女で、ストームレイジ兄弟から一目惚れされるも迷いなく兄フュリオンを選んで今に至る。女王アズシャラと対峙するため半神セナリウスを説得するなど内助の功を示す他、女王を暗殺しようとして重傷を負う（彼女を慕うはずのイリダンが女王に密告していたため感知されていた）など行動的な女傑でもある。ドラゴンとの古の約束を果たすため最愛の人が長時間眠らなくてはならない事に不満を抱きつつも、同じ境遇にある娘達と共に彼等の留守を守り続けている。
イリダン・ストームレイジ（Illidan Stormrage）
フュリオンの弟。15032歳。ティランダを兄に取られた失意から魔力に傾倒し、兄と想い人を支えながらも幾度となく影で裏切ってきた小男。魔力を失いたくないため最大の宿敵である女王アズシャラに反乱軍の作戦を密告し、兄と想い人に生死の境を彷徨わせたり、世界を滅亡に追い込んだ魔力の危険性を理解せず、逆に自身こそナイトエルフの救世主だと振る舞ったため、失望した兄達によって投獄される。その一万年後に第三次大戦が開闢し、絶体絶命の危機に瀕して「もう反省しているだろう」とティランダが止む無く封印を解除するが、ネルズールの誘惑に乗せられるがまま邪悪の魔力の塊であるグルダンの頭蓋骨を自らに取り込み、三度目の裏切りを得て本格的なデーモンと化す。開発スタッフに溺愛されているため拡張版で「兄と和解した」稚拙なシナリオが組まれるが、行動そのものは一貫して兄と想い人を裏切り続けて窮地に追いやっている。
シャンドリス・フェザームーン（Shandris Feathermoon）
ティランダの配下。
メイーブ・シャドウソング（Maiev Shadowsong）
イリダンを封じていた地下牢の女看守長。逃亡したイリダンを再び捕らえるため外界に旅立つが、彼が解放したナーガによって殺される。
ナイーシャ（Nasa）
メイーブの配下の看守者。イリダンの力に襲われて生き埋めにされる。

### ナーガ
深海に棲む母系種族で、ナイトエルフの女王アズシャラに従って破滅した「高貴な者達（Highborn）」。一万年前のカリムドールで起きた「神々の戦い」でフュリオンとアズシャラが激戦を繰り広げた際、魔力の源である永遠の泉で行われていた闇の儀式もまた掻き乱された。その影響によって大破壊が発生し、彼等もまた海の底へと沈んでしまい、呪文の影響によって醜い大蛇の姿に変容している。第三次大戦直後イリダンによって解放される。女王アズシャラがナーガの女王であり、メイルシュトロームの底に築かれた海底都市「ナズジャタール（Nazjatar）」がナーガの本拠地である。
女王アズシャラ（Queen Azshara）
かつてはナイトエルフの女王で、極上の美貌を誇り、臣民から「光の中の光（Light of Lights）」や「千月の光（Light of a Thousand Moons）」などの別称でも呼ばれる。古老のカリムドー大陸の統治者であり、ジン・アズシャリ（Zin-Azshari、「アズシャラの栄光」の意）はナイトエルフの首都である（現在は海の底に沈んでいる）。イリダンと同じく金色の輝く瞳を持っている。強力な魔法の持ち主であり、デーモンロードのアーキモンド（Archimonde）に次ぐ実力を持つという。彼女の顧問サヴィアス（Xavius）から贈る魔法の権杖シャラスダル（Sharas'dal）を持つ。
世界を支配しようとするアズシャラとその腹心たちは、永遠の泉の魔力を悪用してサーゲラスの目を引く。最後にフュリオンの率いる反抗軍との激しい戦いの間、永遠の泉が負荷にかかり崩壊させ、引き起こした大津波でジン・アズシャリが海に沈んだ。アズシャラは海底深くに眠る最後の古神エンゾス（N'Zoth）との契約によって、海中に没したハイボーン貴族たちとともに海底深くで生きるナーガへと変貌している。
レディ・ヴァシュ（Lady Vashj）
ナーガの海の魔女（ナーガ・シーウィッチ）。元々はナイトエルフの女王アズシャラの侍女長。第三次大戦直後イリダンによって深海から召喚して、彼女の率いるナーガ軍とともにイリダンに従っている。
レディ・ダークスケイル（Lady Darkscale）
ナーガの海の魔女。
シラー・ムルクシャドー（Scilla Murkshadow）
ナーガの海の魔女で、レディ・ダークスケイルの守護者。
レディ・ナズジャール（Lady Naz'jar）
ナーガの強力な海の魔女。カタクリズムの時代、彼女の率いるナーガ軍団はクラーケンや無貌の者たちと軍勢を組んで水の精霊王ネプチュロン（Neptulon）に戦いを仕掛けている。また、彼女は野蛮な半巨人種族クヴァルディル（Kvaldir）からヴァシュール（Vashj'ir）を奪還する過程で重要な役割を果たし、ナズジャールは女王アズシャラに気に入られた。
アースラ・スネークメイン（Ursula Snakemane）
ナーガの海の魔女。
レディ・ラーラー（Lady La-La）
珍しいナーガの海の魔女で、南の海藻の森の周りに産卵する。
セレナ・スカースデール（Serena Scarscale）
ナーガの海の魔女で、かつてはイリダンと女王アズシャラに従っている。
レディ・ヴェノムタンング（Lady Venomtongue）
女王アズシャラの宮殿「エターナル・パレス（Eternal Palace）」にあるナーガの海の魔女。
ヴィーナ・シーストーム（Venna Seastorm）
女王アズシャラの宮殿「エターナル・パレス（Eternal Palace）」にあるナーガの海の魔女。
アテッサ（Athissa）
潮汐の女祭司（Tidemistress）で、女王アズシャラの司令官を務めた。
レディ・ヘイトコイル（Lady Hatecoil）
女王アズシャラの寵愛を受けたヘイトコイル家の血統を引くナーガの海の魔女で、アズシャラに最も忠誠を誓う侍女の一人である。

### ハイエルフ/ブラッドエルフ
三次大戦以降はオーク・ホードに合流している。フュリオンの指揮によってナイトエルフが魔力と決別した際、魔力に惹かれて堕落していた同胞達がカリムドールを去り、アゼロス大陸に移住している。彼等は自ら「ハイエルフ」を名乗り、やがて原住民であるヒューマン達に魔力を授けるが、度重なる魔力の乱用をサーゲラスに勘付かれて第三次大戦を招いてしまう。第三次大戦開闢前にハイエルフは「第二次大戦で広大な森を失ったのはヒューマンのせい」と一方的にアライアンスを離脱しており、防衛力に欠いていたところをデスナイト・アーサスに蹂躙されて魔力の源を奪われたため、生き残りのハイエルフ達は魔力中毒に苦しむ他、王国ローデロンを壊滅させられたアライアンスから全ハイエルフ兵員が追放され、厳しい状況に置かれている。WarCraft3拡張版ではブラッドエルフ発生に至る自業自得の破滅の様が描かれている。
シルバナス・ウィンドランナー（Sylvanas Windrunner）
ハイエルフ族の女司令官。第三次大戦のシルバームーン防衛戦では序盤デスナイト・アーサスを翻弄するも破れ、祝福なき邪霊バンシーとして手駒に加えられる。
ケイル・サス・サンストライダー/ケイル・サス王子（Kael'thas Sunstrider）
シルバームーンのハイエルフの数少ない生き残り。残党を引き連れてアライアンスに保護を求めるが、彼等からぞんざいに扱われる上、魔力への強烈な飢えもあって、デーモンの流れを汲むイリダン達と合流してしまう。

### フォーセイクン
三次大戦以降はオーク・ホードに合流している。アンデッド・スコージに蹂躙され、不幸にもアンデッドに変えられた者達の一派。リッチキング・ネルズールの強力な支配力が落ちたため、一部の「強力な情念のため自我を保てた」者達以外も自我を取り戻し、おぞましい自分の姿や不幸な境遇にパニックを起こしていたところ、強力なリーダーシップを発揮したシルバナスによって統率される。しかし「元の姿を取り戻したい」という宿願とは裏腹に、彼等を破滅させたアンデッド・スコージと同質のものに変容しつつある。
シルバナス・ウィンドランナー（Sylvanas Windrunner）
アンデッド・スコージのバンシーの長。アーサスの支配力が弱まった隙に自立し、自分達を醜い姿へと変えたアーサスに復讐するため謀略の限りを尽くす。彼女に楯突くも敗北・命乞いして配下に加わったドレッドロード・バリマスラスから「日毎に我々に似てくる」と感心される程の邪悪な器量を示す。ローデロン城の廃墟の地下に築いた都市「アンダーシティ（Undercity）」を統べる女王になっている。闇の力を帯びた黒い矢で敵を射る攻撃に長け、二振りの片刃の短剣を駆使することもある。

## 用語一覧
アゼロス（Azeroth）
WarCraftの舞台となる惑星。イースタン・キングダムスの大陸南部地域の総称として使われる事もある。
イースタン・キングダムス（The Eastan Kingdoms）
東の大陸。大陸中央部に火山と凍土が混在するなど、奇妙ながらも豊かな地形が見られる。
ローデロン（Lordaeron）
イースタン・キングダムスに広がるヒューマンの王国。比較的温暖な地域が多い。
クエル・ティラス（Quel'Thalas）
イースタン・キングダムスの北端に位置するハイエルフの王国。故郷を思わせる森林地帯に囲まれている。
カズ・モダン（Khaz Modan）
イースタン・キングダムスの南部の山岳地帯に広がるドワーフの王国。凍てついた山岳地帯が多い。
ダララン（Dalaran）
ローデロンの南部にある魔術都市。後にアンデッド・スコージに蹂躙され、アーキモンド召喚の地となる。
カリムドー（Kalimdor）
西の大陸。北部は森林が多いが、南部は一面の荒野・砂漠が広がる。
バレンズ（The Barrens）
カリムドー南部の荒野地帯。トーレンやケンタウロスなどが住んでいる。
アシュンヴェール（Ashenvale）
北部の森林地帯にある、エメラルドドリームの調査のために瞑想睡眠中にあるドルイドが眠る森。この一帯にナイトエルフが住んでいる。
ハイジャル山（Mount Hyjal）
アシュンヴェールの北部にあるナイトエルフの故郷。世界樹ノルドラシルが存在する。
ノースレンド（Northrend）
永久凍土に閉ざされた不毛の地で、地下に氷の王座が存在する。
フロストモーン（Frostmourn）
リッチキング・ネルズールが「氷の王座」から作成した魂を吸い取る力を持つ魔剣。因みにWorld of Warcraftの韓国語版では「ソリハン」(서리한、霜恨)という名前で翻訳されている。
永遠の泉（Well of Eternity）
タイタンと旧神が戦う中で、誤って惑星を傷つけてしまったため発生したエネルギーの源泉。
太陽の井戸（Sunwell）
ナイトエルフから離脱したエルフがクエル・サラスのシルバームーンに築いた「永遠の泉」を真似た魔力の源。この魔力の乱用によって第三次大戦のきっかけが生まれた。
世界樹ノルドラシル（Nordrassil）
ハイジャル山の頂上に立つ世界樹。ナイトエルフとドラゴンが世界に安定をもたらすために協力して建てた。
氷の王座（Ice Crown）
キルジェイデンがネルズールの魂を封じ込めた魔力の塊。この中にいるネルズールはより強大な魔力を得られ、惑星の出来事を手に取るように感じ、多数の精神を操る事が出来た。しかし、氷の王座が攻撃されるとアンデッド・スコージへの支配力が落ちる欠点を持つ。

## 映画
『ウォークラフト』（原題：Warcraft）のタイトルで、ダンカン・ジョーンズ監督による実写映画の製作が発表された。レジェンダリー・ピクチャーズが製作し公開は当初2015年とされていたが、その後改められユニバーサル・ピクチャーズの配給で2016年6月10日公開された。